# Codex Ixtlilxochitl

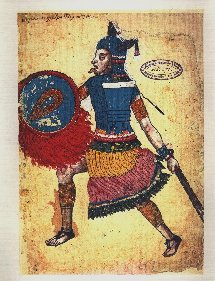
Folio 106R du Codex, représentant le souverain Nezahualcoyotl.

Le Codex Ixtlilxochitl est un codex colonial du XVIIe siècle. Il se compose de 50 feuillets (dimensions : 21 × 31 cm) et fut réalisé sur du papier européen. Il est actuellement conservé à la Bibliothèque nationale de France.
Ce manuscrit pictural avec des textes explicatifs en espagnol de la fin du XVIIe siècle contient un calendrier des fêtes annuelles mexicaines et 29 portraits enluminés de divinités, de souverains de Texcoco et de ses habitants. Le calendrier est essentiellement un rituel des cérémonies célébrées au Grand Temple de Tenochtitlan au cours de l'année mexicaine : chaque mois est placé sous le patronage de divinités ou de personnages historiques. L’auteur de ce manuscrit serait Fernando de Alva Cortés Ixtlilxochitl (1568-1648), noble aztèque converti et hispanisé, mais également témoin fidèle de l’histoire de son pays. Il rédigea cette chronique de la culture aztèque pendant les années qui suivirent la conquête espagnole.
Le nom du prince Ixtlilxochitl veut dire Fleur noire sur le visage, une allusion à son visage disgracieux.